# Монахой
Монахой (чечен. Маънех) — хутор в Шатойском районе Чеченской республики. Рядом с селением Нохч-Келой.

## География
Расположено на левом берегу реки Келойахк, на правом берегу реки Шароаргун.
Ближайшие сёла: на севере — Нохчи-Келой, на юге — Инкот, на востоке — Буни, на северо-западе — Циндой и Дай.

## История
Ранее село Монахой входило в состав Чеберлоевского района Чеченской Республики.